# Donje Krajince
Donje Krajince (cyr. Доње Крајинце) – wieś w Serbii, w okręgu jablanickim, w mieście Leskovac. W 2011 roku liczyła 733 mieszkańców.